# Rhinella icterica
Rhinella icterica — вид жаб родини ропухових (Bufonidae).

## Поширення
Вид поширений на півдні та сході Бразилії, північному сході Аргентини (провінції Місьйонес і Коррієнтес) та сході Парагваю. Мешкає, в основному, в атлантичному лісі, де трапляється у струмках та озерцях. Може траплятися також у різноманітних біоценозах від лісів до відкритих середовищ, таких як серрадо та савана, а також в урбанізованих територіях.

## Опис
Досить велика жаба, самці сягають 10-16,6 см завдовжки, самиці — 13,5-19 см. Самиці темно-коричневі з жовтою смугою вздовж хребта та численними жовтими неправильними плямами по тілі. Самці жовтого кольору з нечисленними чорними плямами. Черево біле з мармуровим візерунком з коричневих плям. Шкіра вкрита гладкими бородавками, особливо численними у самиць. Привушні залози добре розвинені, розташовані позаду очей і мають еліптичну форму. Вони містять отруту, що захижає твраину від хижаків.

## Спосіб життя
Активний хижак. Полює на комах, молюсків та інших безхребетних, рибу, дрібних плазунів, може поїдати дрібних гризунів та птахів. Цікаво, що жаба полює без шкоди для себе на скорпіонів, зокрема на найотруйнішого в Південній Америці Tityus serrulatus.
Розмножується вид між серпнем та січнем, залежно від регіону. Спаровування відбувається у водоймах без течії. Самець квакає впродовж ночі, щоб привернути увагу самиць. Самиця відкладає до тисячі ікринок.